# 宋駅
宋駅（そうえき）とは、中華人民共和国黒竜江省綏化市肇東市宋站鎮に位置する浜洲線の駅。駅の代碼は57368。哈爾浜駅から96km、満州里駅からは839kmの位置にあり、四等駅。中国国内で唯一一字駅名の駅である。

## 歴史
- 1900年　開業。

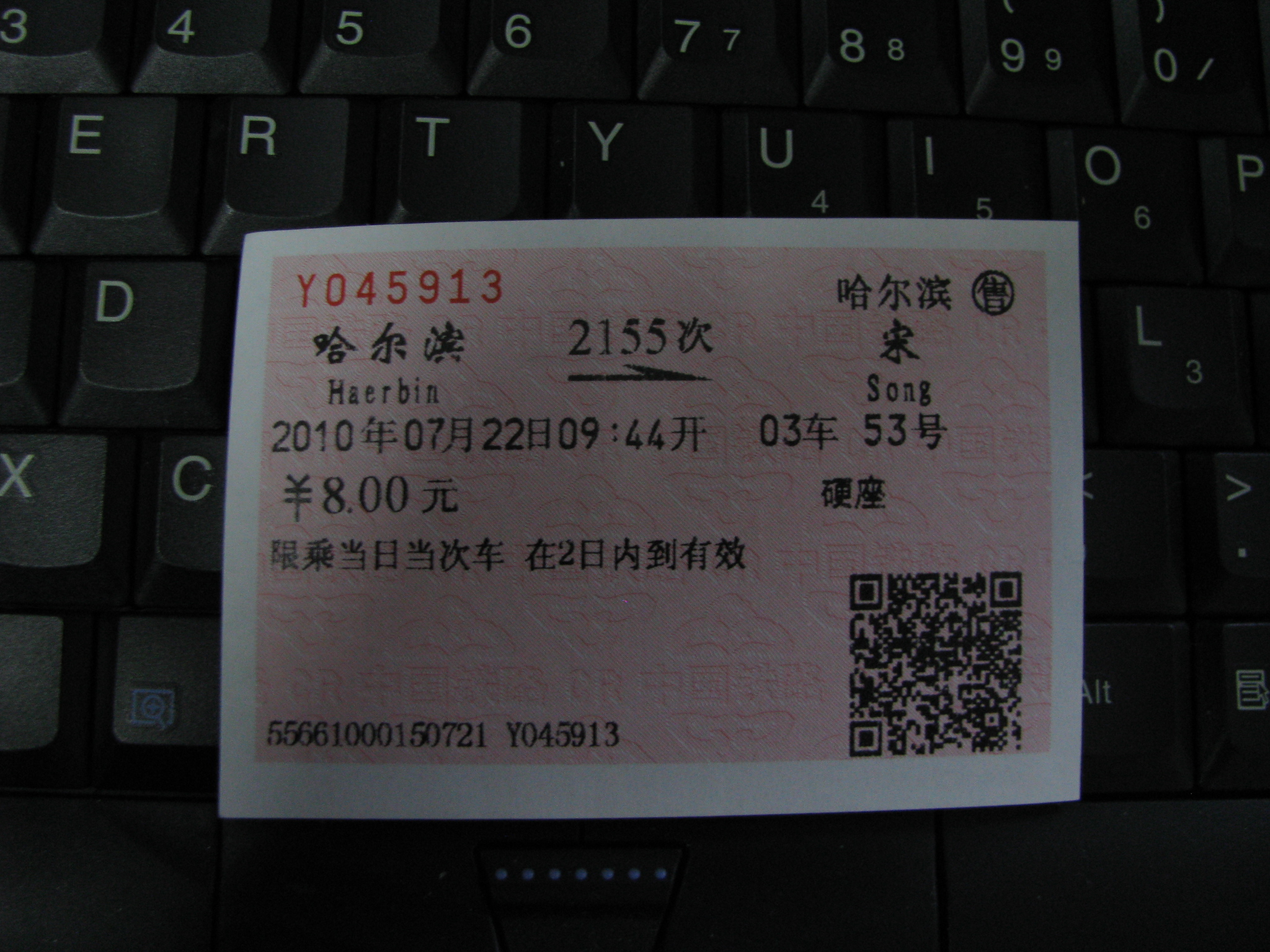
哈爾浜駅からの乗車券

## 隣の駅
中華人民共和国鉄道部
浜洲線
尚家駅 - 宋駅 - 羊草駅